# The Battlefords—Meadow Lake
Pour les articles homonymes, voir The Battlefords.
The Battlefords—Meadow Lake fut une circonscription électorale fédérale de la Saskatchewan, représentée de 1979 à 1997.
La circonscription de The Battlefords—Meadow Lake a été créée en 1976 avec des parties de Battleford—Kindersley, Meadow Lake et de Saskatoon—Biggar. Abolie en 1996, elle fut redistribuée parmi Churchill River, Battlefords—Lloydminster, Wanuskewin et Saskatoon—Rosetown.

## Députés
1. 1979-1980 — Terry A. Nylander, PC
2. 1980-1984 — Douglas Anguish, NPD
3. 1984-1988 — John Gormley, PC
4. 1988-1997 — Len Taylor, NPD

- NPD = Nouveau Parti démocratique
- PC = Parti progressiste-conservateur